# موربیوس، خون‌آشام زنده
موربیوس خون‌آشام زنده، که همچنین تحت عناوین دکتر مایکل موربیوس، و ام‌دی-پی‌اچ‌دی شناخته می‌شود، یک شخصیت خیالی در کتاب‌های کامیک منتشر شده توسط مارول کامیکس است. این شخصیت توسط نویسنده روی توماس و طراح گیل کین خلق شده‌است، و اولین حضور این شخصیت در مرد عنکبوتی شگفت‌انگیز شماره ۱۰۱ (اکتبر ۱۹۷۱) به عنوان یک شخصیت هماورد بود.
جرد لتو این نقش را در فیلم لایو اکشن اقتباسی در جهان مارول سونی، به همین نام بازی می‌کند.

## پذیرش
موربیوس خون‌آشام در فهرست بهترین شخصیت‌های هیولا مارول کامیکس در سال ۲۰۱۵ در رتبه ۱۰ قرار گرفت.

## شخصیت
دکتر مایکل موربیوس به بیماری خونی نادری از کودکی دچار شده بود که برای رفع آن روی ژنتیک خفاش خون‌آشام کار می‌کرد که یک سرم به دست آورد و خود استفاده کرد، نتیجتاً موفق آمیز بود ولی وی را به خون‌آشامی با عطش سیری ناپذیری به خون انسان تبدیل کرد، او می‌توانست با خوردن خون نه تنها از شر بیماری خلاص شود بلکه قدرت‌هایی ویژه و خون‌آشامی از قبیل پرواز، استقامت و سرعت ابر انسانی، کنترل خفاش‌های خون‌آشام و قدرت و زور ابر انسانی به دست آورد.